# Seznam dílů seriálu Hunter × Hunter (1999)
Toto je seznam dílů anime seriálu Hunter × Hunter. Televizní anime seriál Hunter × Hunter byl vyroben studiem Nippon Animation, režírován Kazuhirem Furuhašim a premiérově vysílán na Fuji TV od 16. října 1999 do 31. března 2001.
V průběhu seriálu se vystřídají dvě úvodní znělky a tři závěrečné znělky. První úvodní znělkou je Ohajó. (japonsky おはよう。, v překladu Dobré ráno.) od skupiny Keno (díly 1–48), druhou je Taijó wa joru mo kagajaku (japonsky 太陽は夜も輝く, v překladu Slunce svítí i o půlnoci) od skupiny Wino (díly 49–62). První závěrečnou znělkou je Kaze no uta (japonsky 風のうた, v překladu Píseň větru) od Minako Hondy (díly 1–31). Druhou závěrečnou znělkou je EJan-Do You Feel Like I Feel? (japonsky Eじゃん-Do You Feel Like I Feel?) a třetí je Hotaru (japonsky 蛍, v překladu Světluška), obojí od Nagai Masaty (díly 32–50 a 51–62).

## Seznam dílů
| Č. v seriálu | Původní název                                                                                      | Český název                                       | Premiéra v Japonsku |
| ------------ | -------------------------------------------------------------------------------------------------- | ------------------------------------------------- | ------------------- |
| 1            | Tabi iku šónen × Kaze no oto wo nokošite 旅行く少年×風の音を残して                                 | Chlapec se vydává na cestu × Opuštění písně větru | 16. října 1999      |
| 2            | Deai × Tomadoi × Šukko 出会い×とまどい×出航                                                        | Setkání × Zmatkář × Plavba                        | 23. října 1999      |
| 3            | Puraido × Araumi × Kettó プライド×荒海×決闘                                                        | Pýcha × Rozbouřené moře × Souboj                  | 30. října 1999      |
| 4            | Sentaku × Čikamiči × Mawari miči 選択×近道×まわり道                                                | Volba × Zkratka × Zajížďka                        | 6. listopadu 1999   |
| 5            | Uso × Honto? × Kiriko ウソ×ホント?×キリコ                                                          | Lež × Pravda? × Kiriko                            | 13. listopadu 1999  |
| 6            | Sutéki × Marason × Šiken kaiši ステーキ×マラソン×試験開始                                          | Steak × Maraton × Zahájení zkoušky                | 20. listopadu 1999  |
| 7            | Torauma × Genkai × Amai wana トラウマ×限界×甘いワナ                                                | Trauma × Meze × Sladká past                       | 27. listopadu 1999  |
| 8            | Kidžucuši × Hohoemi × Módžú čúi 奇術師×ほほえみ×猛獣注意                                           | Kouzelník × Úsměv × Pozor na divoká zvířata       | 4. prosince 1999    |
| 9            | Menči × Madžigire × Nidži šiken? メンチ×マジギレ×二次試験?                                         | Menči × Vztek × Druhá část zkoušky?               | 11. prosince 1999   |
| 10           | Akaten × Panikku × Ten no koe 赤点×パニック×天の声                                                 | Neprospěch × Panika × Hlas z nebe                 | 18. prosince 1999   |
| 11           | Tanken × Supokon × Mikkóša 探検×スポ根×密航者                                                      | Průzkum × Odvaha × Černý pasažér                  | 8. ledna 2000       |
| 12           | Ii ko? × Warui ko? × Kirua 良い子?×悪い子?×キルア                                                  | Hodný kluk? × Zlý kluk? × Killua                  | 15. ledna 2000      |
| 13           | Sansei × Hantai × Otošiana 賛成×反対×落とし穴                                                      | Souhlas × Opak × Léčka                            | 22. ledna 2000      |
| 14           | Rósoku × Porišii × Nakamawa ware ローソク×ポリシー×なかまわ割れ                                    | Svíčka × Politika × Spor mezi přáteli             | 29. ledna 2000      |
| 15           | Hakanai × Inoči × Madžitani はかない×いのち×マジタニ                                               | Pomíjivý × Život × Madžitani                      | 5. února 2000       |
| 16           | Gú × Čoki × Háto グー×チョキ×ハート                                                                | Kámen × Nůžky × Srdce                             | 12. února 2000      |
| 17           | Sannin? × Gonin? × Saigo no sentaku 3人?×5人?×最後の選択                                           | Tři lidé? × Pět lidí? × Poslední volba            | 19. února 2000      |
| 18           | Otakara × Omoide × Hoteru no kobeja お宝×思い出×ホテルの小部屋                                     | Poklad × Vzpomínky × Malý pokoj v hotelu          | 26. února 2000      |
| 19           | Barabara × Nišši × Mizubitaši バラバラ×日誌×水びたし                                               | Ztroskotanci × Deník × Potopa                     | 4. března 2000      |
| 20           | Ónami × Taihó × Óawate 大波×大砲×大あわて                                                          | Velké vlny × Velké dělo × Velká panika            | 11. března 2000     |
| 21           | Daijondži × Jondžújon × Ši no nanbá 第4次×44×死のナンバー                                          | Čtvrtá část × 44 × Číslo smrti                    | 18. března 2000     |
| 22           | Micuketa × Kakureta × Oicuita 見つけた×かくれた×追いついた                                         | Nalezen × Skryt × Chycen                          | 25. března 2000     |
| 23           | Hisoka × Gekitocu × Gon ヒソカ×激突×ゴン                                                           | Hisoka × Souboj × Gon                             | 1. dubna 2000       |
| 24           | Damédži × Saikai × Karagenki ダメージ×再会×からげんき                                              | Zranění × Shledání × Odvaha                       | 15. dubna 2000      |
| 25           | Njoro × Čiku × Ana no naka ニョロ×チク×穴の中                                                      | Plazení × Žihadlo × V jeskyni                     | 22. dubna 2000      |
| 26           | Kaičó × Mensecu × Pépá tesuto 会長×面接×ペーパーテスト                                             | Předseda × Rozhovor × Test na papíře              | 6. května 2000      |
| 27           | Hisoka × Kurapika × Kumo no sasajaki ヒソカ×クラピカ×蜘蛛の囁き                                    | Hisoka × Kurapika × Pavoučí šepot                 | 13. května 2000     |
| 28           | Ošaberi × Herikucu × Konkurabe おしゃべり×ヘリクツ×根くらべ                                        | Kecání × Dohadování × Zkouška vytrvalosti         | 20. května 2000     |
| 29           | Gókaku! × Šikkaku? × Šiken šúrjó 合格!×失格?×試験終了                                              | Prošel jsem! × Neprošel jsem? × Konec zkoušky     | 27. května 2000     |
| 30           | Kirua × Ritaia × Kjósei sókan キルア×リタイア×強制送還                                             | Killua × Odchod × Donucen odejít                  | 3. června 2000      |
| 31           | Kaisan × Páti × Kusare en 解散×パーティ×くされ縁                                                   | Rozpuštění × Party × Pevné pouto                  | 10. června 2000     |
| 32           | Kankó × Meišo × Kiruanči 観光×名所×キルアんち                                                      | Turistika × Zajímavosti × Killuův domov           | 17. června 2000     |
| 33           | Tokkun × Rjóken × Batankjú 特訓×猟犬×バタンキュー                                                  | Zvláštní výcvik × Ohař × Na huntě                 | 1. července 2000    |
| 34           | Sukebó × Minarai × Hontó no kimoči スケボー×見習い×本当の気持ち                                    | Skateboard × Učeň × Upřímné pocity                | 15. července 2000   |
| 35           | Kirua × Ošioki × Kazoku kaigi キルア×おしおき×家族会議                                             | Killua × Trest × Rodinné setkání                  | 22. července 2000   |
| 36           | Koin × Saikai × Omešikae コイン×再会×おめしかえ                                                    | Mince × Shledání × Převlečení se                  | 8. srpna 2000       |
| 37           | Tenkú × Faito × Mušašugjó 天空×ファイト×武者修行                                                   | Nebe × Boj × Poslání samuraje                     | 19. srpna 2000      |
| 38           | Nen × Nen × Nen? 燃×念×ネン?                                                                       | Nen × Nen × Nen?                                  | 9. září 2000        |
| 39           | Učiwaza × Tóroku × Batoru kaiši 裏ワザ×登録×バトル開始                                             | Technika × Registrace × Začátek boje              | 16. září 2000       |
| 40           | Nikkagecu × Ojasumi × Nen ni wa nen wo 二ヶ月×お休み×念には念を                                    | Dva měsíce × Odpočinek × Jen pro jistotu          | 23. září 2000       |
| 41           | Bandží × Panči × Ippanšóbu バンジー×パンチ×一本勝負                                                | Vlákno × Úder × Jednokolový boj                   | 30. září 2000       |
| 42           | Hisoka no ai × Keččaku × Gon no honki ヒソカの愛×決着×ゴンの本気                                   | Hisokova láska × Dohoda × Gonovo odhodlání        | 21. října 2000      |
| 43           | Sainó × Kunó × Koroši no honnó 才能×苦悩×ころしの本能                                              | Talent × Úzkost × Chuť zabíjet                    | 28. října 2000      |
| 44           | Zako × Okatazuke × Šiken šúrjó!? 雑魚×おかたずけ×試験終了!?                                        | Rybička × Objasnění × Konec zkoušky?!             | 4. listopadu 2000   |
| 45           | Seijaku × Seijaku × Imašime no kusari 制約×誓約×戒めの鎖                                           | Omezení × Přísaha × Varovné řetězy                | 11. listopadu 2000  |
| 46           | Tadaima × Okaeri × Boku Kirua ただいま×おかえり×ぼくキルア                                         | Zpátky doma × Přivítání × Já jsem Killua          | 18. listopadu 2000  |
| 47           | Čiči × Maruhi × Kokuhaku 父×マル秘×告白                                                            | Táta × Tajemství × Přiznání                       | 25. listopadu 2000  |
| 48           | Kurapika × Kuroi me × Saišo no šigoto クラピカ×黒い眼×最初の仕事                                   | Kurapika × Černé oči × První práce                | 2. prosince 2000    |
| 49           | Šin'on × Kurapika × Daudžingu 心音×クラピカ×ダウジング                                             | Srdeční tep × Kurapika × Proutkaření              | 9. prosince 2000    |
| 50           | Kirua × Ikkaku senkin × Karjúdo no sakaba (Hantá saito) キルア×一攫千金×狩人の酒場(ハンターサイト) | Killua × Jak zbohatnout × Hunterská kavárna       | 16. prosince 2000   |
| 51           | Kumo x Jókušin x Zen'in šúgó クモ×ヨークシン×全員集合                                              | Pavouci × Novoyork × Hromadné setkání             | 23. prosince 2000   |
| 52           | Čika kjóbai (Angura) × Zenmecu × Mašingan 地下競売(アングラ)×全滅×マシンガン                       | Podzemní dražba × Vyvraždění × Kulomet            | 13. ledna 2001      |
| 53           | Rjodan × Indžú × Komjuniti 旅団×陰獣×コミュニティ                                                  | Skupina × Stínoběsi × Mafie                       | 20. ledna 2001      |
| 54           | Hisoka × Dómei × Kumo taidži ヒソカ×同盟×クモ退治                                                  | Hisoka × Spojenectví × Hon na Pavouky             | 27. ledna 2001      |
| 55           | Ubó × Kurapika × Kakugo no senricu ウボォー×クラピカ×覚悟の旋律                                    | Uvo × Kurapika × Melodie odhodlanosti             | 3. února 2001       |
| 56           | Hi no me × Kettó × Inoči no daišó 緋の眼×決闘×命の代償                                             | Šarlatové oči × Souboj × Cena života              | 10. února 2001      |
| 57           | Gon × Otakara × Ajaui otoko ゴン×お宝×危うい男                                                     | Gon × Poklad × Nebezpečný muž                     | 17. února 2001      |
| 58           | Gon × Kirua × Inoči ga ke no bikó ゴン×キルア×命がけの尾行                                         | Gon × Killua × Smrtonosné sledování               | 24. února 2001      |
| 59           | Kumo no su × Toraware × Koroši waza 蜘蛛の巣×とらわれ×殺し技                                       | Úkryt Pavouků × Zajetí × Smrtelná technika        | 3. března 2001      |
| 60           | Kurapika × Ansacudan × Zorudikku クラピカ×暗殺団×ゾルディック                                      | Kurapika × Skupina nájemných vrahů × Zoldyckové   | 10. března 2001     |
| 61           | Kumo šúkecu × Zoru ke × Saišú kessen no toki クモ集結×ゾル家×最終決戦の時                          | Shromáždění Pavouků × Zoldyckové × Finální bitva  | 17. března 2001     |
| 62           | Kurapika × Nakama × Kumo no saigo クラピカ×仲間×クモの最期                                         | Kurapika × Přátelé × Smrt Pavouka                 | 31. března 2001     |

## OVA

### Pilotní díl
Pílotní díl seriálu byl původně vysílán na Jump Super Anime Tour v roce 1998 spolu s pilotem One Piece.
Zajímavostí je, že tento pilot nebyl vyroben studiem Nippon Animation, nýbrž Studiem Pierrot. Z toho důvodu mají postavy v pilotním díle jiné dabéry než později v seriálu.
| Č. v seriálu | Původní název                                      | Český název                   | Premiéra v Japonsku |
| ------------ | -------------------------------------------------- | ----------------------------- | ------------------- |
| 0            | Hantá × Hantá Pairotto ハンター×ハンターパイロット | Hunter × Hunter – pilotní díl | 26. července 1998   |

### OVA 1 – Hunter × Hunter
| Č. v seriálu | Původní název                                                  | Český název                                | Premiéra v Japonsku |
| ------------ | -------------------------------------------------------------- | ------------------------------------------ | ------------------- |
| 63           | Kumo × Šitai × Feiku 蜘蛛×死体×フェイク                        | Pavouci × Mrtvola × Podvrh                 | 17. ledna 2002      |
| 64           | Nakama × Hensó × Džigoku mimi 仲間×変装×地獄耳                 | Přátelé × Maskování × Pekelné uši          | 17. ledna 2002      |
| 65           | Cuiseki × Tóbó × Haširidašita Kumo 追跡×逃亡×走り出した蜘蛛    | Pronásledování × Útěk × Pavouci na útěku   | 20. února 2002      |
| 66           | Hitodžiči × Mušikera × Cutawatta omoi 人質×虫けら×伝わった思い | Zajatci × Bezvýznamnost × Předané myšlenky | 20. února 2002      |
| 67           | Džihó × Kurajami × Hanatareta kusari 時報×暗闇×放たれた鎖      | Časový signál × Tma × Vytvoření řetězu     | 20. března 2002     |
| 68           | Čóhacu × Bunrecu × Furiageta kobuši 挑発×分裂×振り上げた拳     | Provokace × Rozdělení × Houpající se pěst  | 20. března 2002     |
| 69           | Kóšó × Fukušú × Rissuru kusari 交渉×復讐×律する鎖              | Vyjednávání × Pomsta × Soudný řetěz        | 17. dubna 2002      |
| 70           | Omoi × Dan'nen × Hikisakareta kumo 想い×断念×引き裂かれたクモ  | Pocity × Vzdání se × Rozervaný pavouk      | 17. dubna 2002      |

### OVA 2 – Hunter × Hunter: Greed Island
| Č. v seriálu | Původní název                                           | Český název                         | Premiéra v Japonsku |
| ------------ | ------------------------------------------------------- | ----------------------------------- | ------------------- |
| 71           | Kjóbai × Sakusen × 80 pásento 競売×作戦×80パーセント    | Dražba × Strategie × 80 procent     | 5. února 2003       |
| 72           | Denki × Óra × Hissacuwaza 電気×オーラ×必殺技            | Elektřina × Aura × Vlastní technika | 5. února 2003       |
| 73           | Ren × Širen × Sorezore no ippo 練×試練×それぞれの一歩   | Ren × Zkouška × Rozdílné cesty      | 5. března 2003      |
| 74           | Sutáto × Džumon × Kenšó no mači スタート×呪文×懸賞の街  | Start × Kouzla × Město nabídek      | 5. března 2003      |
| 75           | Kanjú × Risuto × Saišo wa gú! 勧誘×リスト×最初はグー!   | Žádost × Seznam × Nejdřív kámen!    | 19. března 2003     |
| 76           | Toru × Torareru × Kádo džigoku 奪る×奪られる×カード地獄 | Vzít × Ukrást × Karetní peklo       | 19. března 2003     |
| 77           | Sanzoku × Kaibucu × Bisuketto 山賊×怪物×ビスケット      | Loupežníci × Příšery × Biscuit      | 16. dubna 2003      |
| 78           | Šugjó × Genseki × Šizáhanzu 修行×原石×シザーハンズ      | Trénink × Drahokam × Střihoruky     | 16. dubna 2003      |

### OVA 3 – Hunter × Hunter: G. I. Final
| Č. v seriálu | Původní název                                             | Český název                                  | Premiéra v Japonsku |
| ------------ | --------------------------------------------------------- | -------------------------------------------- | ------------------- |
| 79           | Masadora × Jakušin × Bakuhacu ma マサドラ×躍進×爆発魔     | Masadora × Průlom × Bombový ďábel            | 18. února 2004      |
| 80           | Džonen × Šin'nen × Hantá šiken 除念×新年×ハンター試験     | Vymítání nenu × Nový rok × Hunterská zkouška | 18. února 2004      |
| 81           | Sógú × Kuroro × Kinpun šódžo 遭遇×クロロ×金粉少女         | Setkání × Chrollo × Dívka ze zlatého prachu  | 3. března 2004      |
| 82           | Seššoku × Reizá × Kjódósensen 接触×レイザー×共同戦線      | Kontakt × Razor × Spojení předních linií     | 3. března 2004      |
| 83           | Saikai × Hisoka × Supócu šóbu 再会×ヒソカ×スポーツ勝負    | Shledání × Hisoka × Sportovní hra            | 7. dubna 2004       |
| 84           | Tódai × Hačinin × Gému masutá 灯台×8人×ゲームマスター     | Maják × Osm lidí × Tvůrce hry                | 7. dubna 2004       |
| 85           | Džan × Ken × Gú ジャン×ケン×グー                          | Kámen × Nůžky × Kámen                        | 28. dubna 2004      |
| 86           | Gótai × Šógeki × Bandží gamu 合体×衝撃×バンジーガム       | Spojení × Rána × Pružná láska                | 28. dubna 2004      |
| 87           | Kjótó × Pinči × Sensen fukoku 共闘×ピンチ×宣戦布告        | Spojená řada × Potíže × Vyhlášení války      | 2. června 2004      |
| 88           | Harikomi × Džunbi × Čisen kaiši 張り込み×準備×血戦開始    | Vytyčení × Příprava × Začátek krveprolití    | 2. června 2004      |
| 89           | Bisuke × Kirua × Šin hissacuwaza ビスケ×キルア×新必殺技   | Biscuit × Killua × Nová vlastní technika     | 30. června 2004     |
| 90           | Kirjoku × Gjó × Hitonigiri no kajaku 気力×凝×一握りの火薬 | Energie × Gjó × Hrst střelného prachu        | 30. června 2004     |
| 91           | Reikoku × Kecui × Saišú kjokumen 冷酷×決意×最終局面       | Nemilosrdnost × Rozhodnutí × Vyvrcholení     | 18. srpna 2004      |
| 92           | G.I × Zen kuri × Daidanen G·I×全クリ×大団円               | Greed Island × Dokončeno × Rozuzlení         | 18. srpna 2004      |